# Võ Thị Thắng
Võ Thị Thắng (10 tháng 12 năm 1945 – 22 tháng 8 năm 2014) là đại biểu Quốc hội Việt Nam các khóa IX, X và XI. Bà thuộc đoàn đại biểu Long An. Ngoài ra bà là nguyên Ủy viên Ban Chấp hành Trung ương Đảng Cộng sản Việt Nam khóa VIII và khóa IX; nguyên Tổng cục trưởng Tổng cục Du lịch, nguyên Chủ tịch Hội Hữu nghị Việt Nam – Cuba; Phó Chủ tịch Hội Liên hiệp Phụ nữ Việt Nam.

## Tiểu sử
Võ Thị Thắng sinh ngày 10 tháng 12 năm 1945 tại xã Tân Bửu, huyện Bến Lức, tỉnh Long An, trong một gia đình đông con theo Cách mạng. Năm 16 tuổi, bà gia nhập Mặt trận Dân tộc Giải phóng miền Nam Việt Nam. Năm 17 tuổi bà được tổ chức điều về Sài Gòn hoạt động bí mật trong Phong trào Thanh niên – Sinh viên – Học sinh; tiếp đến chuyển sang Phong trào Công nhân rồi lực lượng vũ trang trong lòng đô thị. Trong chiến dịch Sự kiện Tết Mậu Thân 1968, bà bị bắt và bị chính quyền Việt Nam Cộng hòa kết án 20 năm tù. Theo Hiệp định Paris, bà đã được trả tự do vào ngày 7 tháng 3 năm 1974.

## Hình tượng trong văn học nghệ thuât
Nhạc sĩ Cao Việt Bách có tác phẩm Nụ cười chị Võ Thị Thắng, Trương Tuyết Mai có tác phẩm Nụ cười chiến thắng từ cảm hứng về nụ cười của Võ Thị Thắng khi bị đưa ra xét xử, bà đã nói với hội đồng xét xử: "Liệu chính quyền các ông có tồn tại đến 20 năm để cầm tù tôi không ?"

## Vinh danh
Ở Havana có một ngôi trường tiểu học được đặt tên bà. Đây là địa điểm mà các chính khách của Việt Nam thường tới thăm khi công du tại Cuba. Bà Võ Thị Thắng cũng từng đến thăm ngôi trường này. Bà cũng được Nhà nước Cuba truy tặng Huân chương Ana Betancourt. Huân chương được đặt theo tên người nữ anh hùng dân tộc của Cuba - Ana Betancourt, là danh hiệu cao quý nhất thường được trao cho những người phụ nữ Cuba có nhiều cống hiến trong xã hội, và bà Võ Thị Thắng là một trường hợp đặc biệt được nhận huân chương này.
Chủ tịch nước Việt Nam Trương Tấn Sang ghi trong sổ tang của bà Võ Thị Thắng cho rằng, dù bị kẻ hiểm ác, giấu mặt "đối xử bất nhân" trong thời bình, bà vẫn "sống vĩ đại, chết vinh quang".
Năm 2015, chủ tịch nước Trương Tấn Sang ký quyết định truy tặng danh hiệu Anh hùng Lực lượng vũ trang nhân dân cho bà Võ Thị Thắng. Bà được truy tặng danh hiệu này vì những thành tích đặc biệt xuất sắc của bà trong cuộc kháng chiến chống Mỹ cứu nước. Ngày 10 tháng 09 năm 2015, lễ truy tặng danh hiệu Anh hùng lực lượng vũ trang nhân dân cho bà đã được Bộ Văn hóa – Thể thao và Du lịch tổ chức trang trọng tại khách sạn Caravelle, Thành phố Hồ Chí Minh. Bộ trưởng Bộ Văn hóa – Thể thao và Du lịch Hoàng Tuấn Anh trao danh hiệu Anh hùng lực lượng vũ trang nhân dân cho đại diện gia đình bà.